# 朱常洵
朱 常洵（しゅ じょうじゅん、1586年2月22日（万暦14年1月5日） - 1641年3月2日（崇禎14年1月21日））は、中国明の皇族で、初代の福王。万暦帝の三男として生まれた。母は貴妃鄭氏。

## 生涯
貴妃鄭氏は宮中で万暦帝に最も寵愛された后妃であった。万暦帝は彼女が生んだ子である朱常洵を皇太子として育てようと考えたが、大臣たちは皇長子朱常洛を懸命に支持したため、朱常洵は皇太子になれなかった。万暦帝はその代わりに、凄まじい贅沢を常洵にさせた。例えば朱常洵の結婚式の際には30万両という金額を使っている。このため常洵は、重税と困窮にあえぐ民衆の怨みを買うことになり、これが彼の最期へと繋がっていく。
明に対し反乱を起こした李自成は、1641年に洛陽を占領した後、西関の周公廟で「福禄宴」という宴会を開き、その中で朱常洵は処刑された。その後、体重が180kgあった朱常洵の肉が一塊ずつ切り取られて、皇室の庭園で飼われていた鹿の肉と煮込まれた。李自成はその肉を部下に食べさせた。
1644年、李自成が明の都の北京を落とし、崇禎帝が煤山で自殺した。朱常洵の長男の朱由崧は南京で、馬士英と盧九徳の支持を得て帝位に即いた（南明の安宗）。安宗は年号を弘光と改め、父である朱常洵に帝位を追贈した。諡は慕天敷道貞純粛哲修文顕武聖敬仁毅孝皇帝。
1647年、朱常洵の甥にあたる朱由榔が永暦帝として即位すると、恭宗の廟号を追贈された。

## 宗室

### 妻妾
- 孝誠恭皇后姚氏
- 恪貞仁寿皇后鄒氏
- 選侍孟氏、選侍蕭氏、選侍張氏、選侍王氏

### 子女
- 男子：朱由崧（弘光帝）、朱由榘（潁沖王）、朱由樺（徳懐王）
- 女子：朱氏（1608年旧暦9月2日 - 1609年旧暦6月22日）、朱氏（張爾晟に降嫁した）

## 年譜
- 万暦29年（1601年） 福王の王位を与えられる。
- 万暦42年（1614年） 領地の洛陽に移った。それと同時に、田畑20万平方メートルと無数の塩田を与えられ、酒色にふける。
- 崇禎14年（1641年） 李自成が叛乱軍を指揮し、洛陽を落とす。その際、朱常洵は元南京兵部尚書の呂維祺と一緒に殺された。

## 登場作品
- 『白髪魔女伝〜美しき復讐鬼〜』(1999年)演：高亮
- 「大明嬪妃」(2010年、日本未公開)演：朱一龍